# Слоя
Слоя (пол. Słoja) — село в Польщі, у гміні Шудзялово Сокульського повіту Підляського воєводства.
Населення — 99 осіб (2011).
У 1975-1998 роках село належало до Білостоцького воєводства.

## Демографія
Демографічна структура станом на 31 березня 2011 року:
|          | Загалом | Допрацездатний вік | Працездатний вік | Постпрацездатний вік |
| -------- | ------- | ------------------ | ---------------- | -------------------- |
| Чоловіки | 52      | 2                  | 36               | 14                   |
| Жінки    | 47      | 8                  | 16               | 23                   |
| Разом    | 99      | 10                 | 52               | 37                   |